# Гонсалвеш, Педру (тренер)
Педру Гонсалвеш (порт. Pedro Gonçalves; 7 февраля 1976, Лиссабон, Португалия) — португальский футбольный тренер.

## Биография
Долгое время работал с юниорскими командами «Спортинга». В 2015 году переехал в Анголу. В первое время португальский специалист руководил молодёжным составом клуба «Примейру ди Агошту», а затем он возглавлял юниорскую и молодёжную сборные страны. Команду до 17 лет он привел к победе в Кубке КОСАФА и к бронзе на Кубке африканских наций, впервые квалифицировавшись с «черными антилопами» на Чемпионат мира для игроков до 17 лет, который прошел в Бразилии. На нем ангольцы дошли до 1/8 финала.
В 2019 году Педру Гонсалвеш стал главным тренером сборную Анголы. В сентябре 2023 года она пробилась в финальный этап Кубка африканских наций в Кот-д’Ивуаре. На турнире португалец вывел национальную команду в 1/4 финала. Эксперты отметили, что ангольцы смогли превзойти все ожидания, доказав неправоту критиков.

## Достижения
- Обладатель Кубка КОСАФА: 2024.
- Обладатель Кубка КОСАФА (U17): 2018.
- Бронзовый призёр Кубка африканских наций (U17): 2019.